# ویک دامونه
ویک دامونه (انگلیسی: Vic Damone; ۱۲ ژوئن ۱۹۲۸ – ۱۱ فوریهٔ ۲۰۱۸) خواننده و هنرپیشه اهل ایالات متحده آمریکا بود. وی بین سال‌های ۱۹۴۷ تا ۲۰۰۱ میلادی فعالیت می‌کرد.
از فیلم‌ها یا برنامه‌های تلویزیونی که وی در آن نقش داشته‌است می‌توان به آتنا، نوار اشاره کرد.